# СК СУМ Крилаті (Йонкерс)

Емблема СК СУМ Крилаті (Йонкерс)

СК СУМ «Крилаті» (Спортивний клуб Спілки української молоді «Крилаті»; Krylati Sports Club of Yonkers)  — американський спортивний клуб з міста Йонкерс (штат Нью-Йорк). 
Заснований українськими емігрантами 1965 року при Спілці української молоді. 